# Szwecja na Zimowych Igrzyskach Olimpijskich 2010

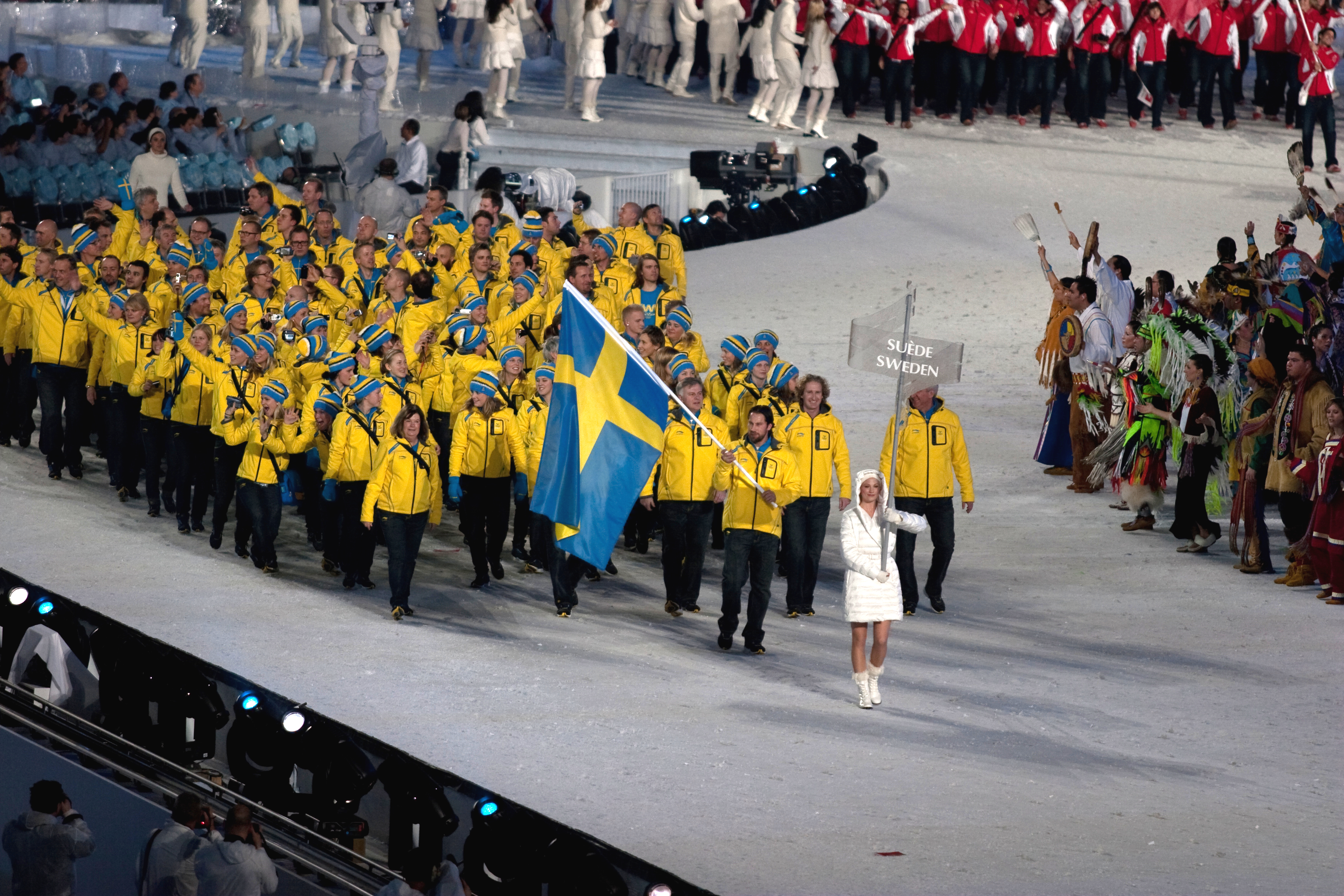
Reprezentacja Szwecji podczas uroczystości otwarcia igrzysk

Szwecję na Zimowych Igrzyskach Olimpijskich 2010 reprezentowało stu ośmiu zawodników.

## Zdobyte medale
| Medal  | Zawodnik                                                               | Dyscyplina sportowa   | Konkurencja                             |
| ------ | ---------------------------------------------------------------------- | --------------------- | --------------------------------------- |
| Złoto  | Charlotte Kalla                                                        | Biegi narciarskie     | 10 km stylem dowolnym kobiet            |
| Złoto  | Björn Ferry                                                            | Biathlon              | Sprint mężczyzn                         |
| Złoto  | Marcus Hellner                                                         | Biegi narciarskie     | Bieg łączony mężczyzn                   |
| Złoto  | Marcus Hellner Johan Olsson Daniel Richardsson Anders Södergren        | Biegi narciarskie     | Sztafeta mężczyzn                       |
| Złoto  | Kajsa Bergström Anna Le Moine Cathrine Lindahl Eva Lund Anette Norberg | Curling               | Turniej kobiet                          |
| Srebro | Anna Haag                                                              | Biegi narciarskie     | Bieg łączony kobiet                     |
| Srebro | Anna Haag Charlotte Kalla                                              | Biegi narciarskie     | Sprint drużynowy stylem dowolnym kobiet |
| Brąz   | Anja Pärson                                                            | Narciarstwo alpejskie | Kombinacja kobiet                       |
| Brąz   | André Myhrer                                                           | Narciarstwo alpejskie | Slalom mężczyzn                         |
| Brąz   | Johan Olsson                                                           | Biegi narciarskie     | Bieg łączony mężczyzn                   |
| Brąz   | Johan Olsson                                                           | Biegi narciarskie     | 50 km stylem klasycznym mężczyzn        |

## Wyniki reprezentantów Rosji

### Biathlon
Mężczyźni
- Carl Johan Bergman
  - Sprint 10 km - 42. miejsce
  - Bieg pościgowy 12,5 km - 19. miejsce
  - Bieg indywidualny 15 km - 61. miejsce
- Björn Ferry
  - Sprint 10 km - 8. miejsce
  - Bieg indywidualny 15 km - 42. miejsce
  - Bieg pościgowy 12,5 km -
- Magnus Jonsson
  - Sprint 10 km - 79. miejsce
- Fredrik Lindström
  - Sprint 10 km - 38. miejsce
  - Bieg pościgowy 12,5 km - 33. miejsce
  - Bieg indywidualny 15 km - 77. miejsce
- Mattias Nilsson
  - Bieg indywidualny 20 km - 34. miejsce

Kobiety
- Sofia Domeij
  - Sprint 7,5 km - 41. miejsce
  - Bieg pościgowy 10 km - 41. miejsce
- Elisabeth Högberg
  - Bieg indywidualny 15 km - 77. miejsce
- Helena Jonsson
  - Sprint 7,5 km - 12. miejsce
  - Bieg pościgowy 10 km - 14. miejsce
  - Bieg indywidualny 15 km - 49. miejsce
- Anna Maria Nilsson
  - Sprint 7,5 km - 16. miejsce
  - Bieg pościgowy 10 km - 47. miejsce
  - Bieg indywidualny 15 km - 24. miejsce
- Anna Carin Zidek
  - Sprint 7,5 km - 20. miejsce
  - Bieg pościgowy 10 km - 4. miejsce
  - Bieg indywidualny 15 km - 17. miejsce

### Biegi narciarskie
Mężczyźni
- Marcus Hellner
  - 15 km st. dowolnym - 4. miejsce
  - 2x15 km bieg łączony	- 
  - 50 km st. klasycznym - 22. miejsce
- Emil Jönsson
  - Sprint st. klasycznym - 7. miejsce
- Björn Lind
  - Sprint st. klasycznym - 19. miejsce
- Jesper Modin
  - Sprint st. klasycznym - 18. miejsce
- Johan Olsson
  - 15 km st. dowolnym - 11. miejsce
  - 2x15 km bieg łączony	- 
  - 50 km st. klasycznym -
- Teodor Peterson
  - Sprint st. klasycznym - 11. miejsce
- Daniel Richardsson
  - 15 km st. dowolnym - 22. miejsce
  - 2x15 km bieg łączony	- 23. miejsce
  - 50 km st. klasycznym - 7. miejsce
- Anders Södergren
  - 15 km st. dowolnym - 25. miejsce
  - 2x15 km bieg łączony	- 10. miejsce
  - 50 km st. klasycznym - 9. miejsce

- Marcus Hellner
Teodor Peterson
  - sprint drużynowy - 15. miejsce

- Daniel Richardsson
Johan Olsson
Anders Södergren
Marcus Hellner
  - sztafeta -

Kobiety
- Hanna Falk

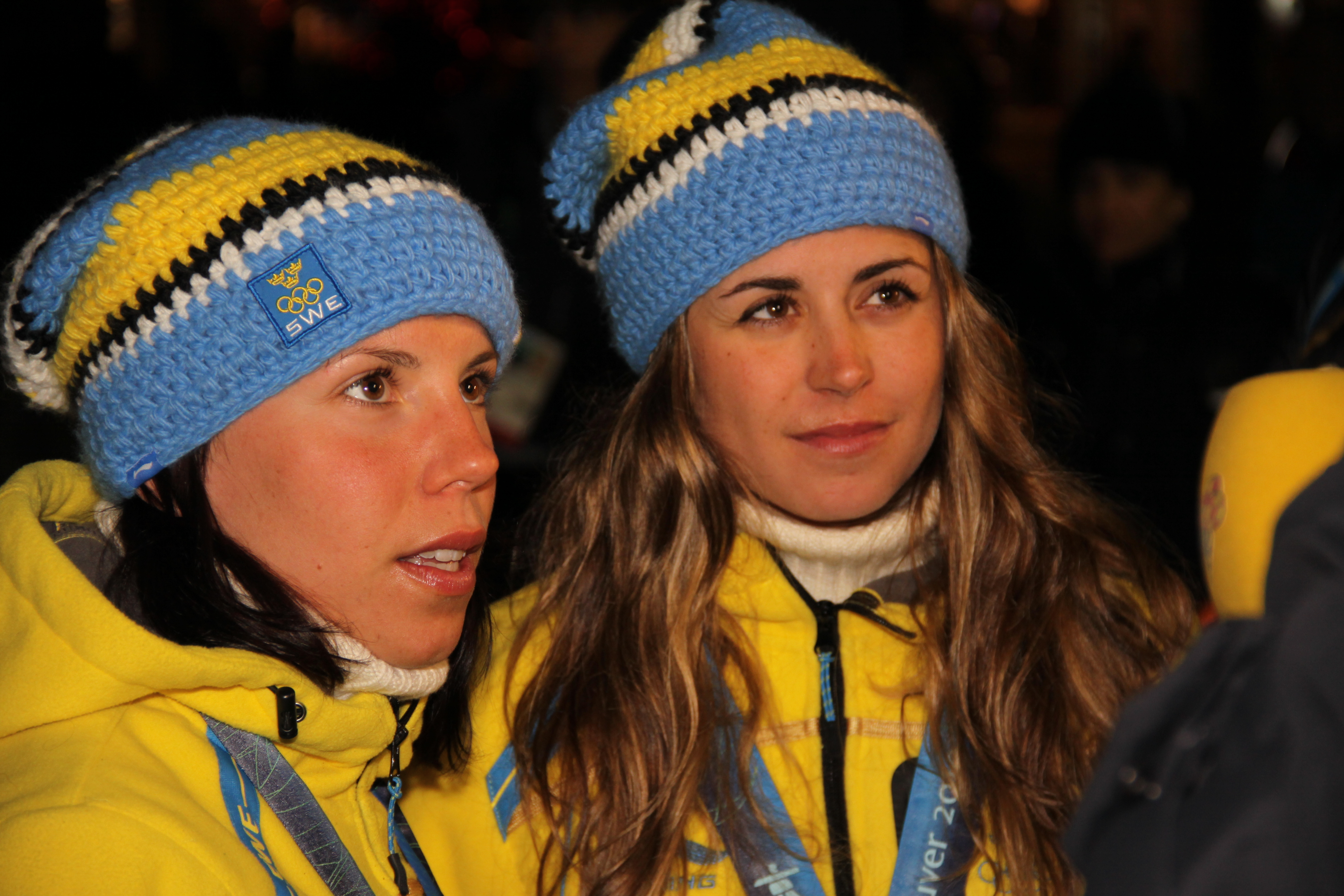
Charlotte Kalla i Anna Haag

  - Sprint st. klasycznym - 29. miejsce
- Anna Haag
  - 10 km st. dowolnym - 4. miejsce
  - 2x7,5 km bieg łączony -
- Ida Ingemarsdotter
  - Sprint st. klasycznym - 15. miejsce
  - 2x7,5 km bieg łączony - 41. miejsce
  - 30 km st. klasycznym - DNF
- Charlotte Kalla
  - 10 km st. dowolnym - 
  - 2x7,5 km bieg łączony - 8. miejsce
  - 30 km st. klasycznym - 6. miejsce
- Britta Norgren
  - 10 km st. dowolnym - 29. miejsce
  - 2x7,5 km bieg łączony - 52. miejsce
- Anna Olsson
  - Sprint st. klasycznym - 4. miejsce
  - 10 km st. dowolnym - 24. miejsce
  - 30 km st. klasycznym - 9. miejsce
- Magdalena Pajala
  - Sprint st. klasycznym - 10. miejsce

- Charlotte Kalla
Anna Haag

sprint drużynowy - 
- Anna Olsson
Magdalena Pajala
Charlotte Kalla
Ida Ingemarsdotter

sztafeta - 5. miejsce

### Curling

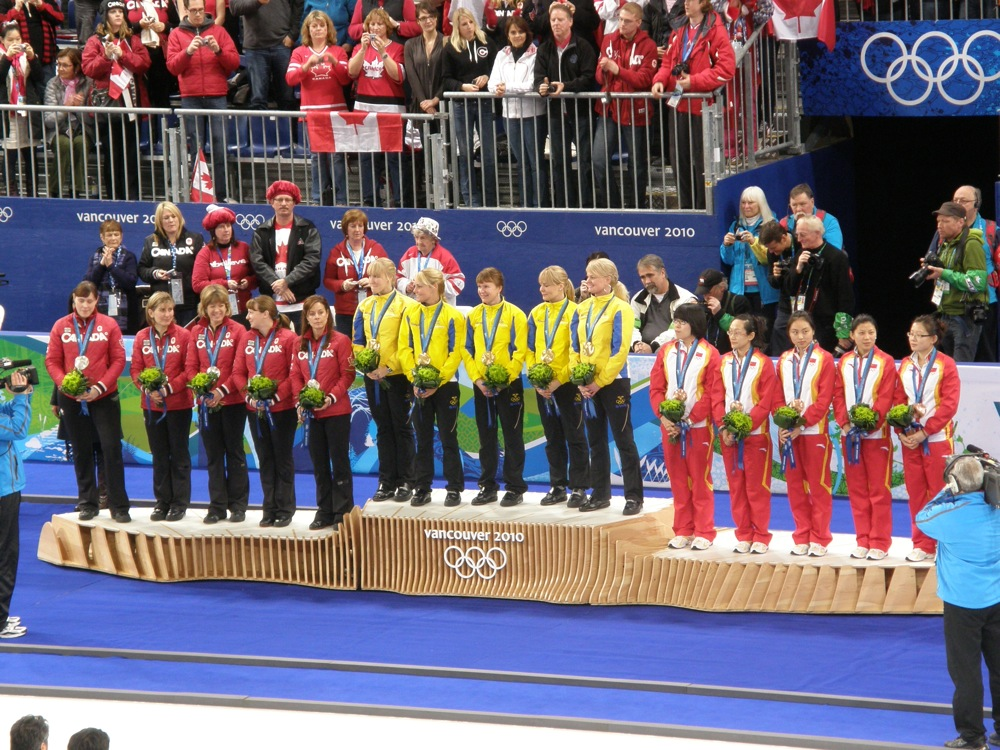
Szwedki ze złotymi medalami w curlingu

Mężczyźni - 4. miejsce
- Niklas Edin
- Sebastian Kraupp
- Fredrik Lindberg
- Viktor Kjäll
- Oskar Eriksson

Kobiety - 
- Anette Norberg
- Eva Lund
- Cathrine Lindahl
- Anna Le Moine
- Kajsa Bergström

### Hokej na lodzie
- Kobiety
  - Emilia Andersson, Jenni Asserholt, Gunilla Andersson, Emma Eliasson, Tina Enström, Sara Grahn, Elin Holmlöv, Erika Holst, Isabelle Jordansson, Kim Martin-Hasson, Klara Myrén, Frida Nevalainen, Emma Nordin, Cecilia Östberg, Maria Rooth, Danijela Rundqvist, Frida Svedin-Thunström, Katarina Timglas, Erica Udén-Johansson, Pernilla Winberg - 4. miejsce

- Mężczyźni
  - Daniel Alfredsson, Nicklas Bäckström, Tobias Enström, Loui Eriksson, Peter Forsberg, Johan Franzén, Jonas Gustavsson, Patric Hörnqvist, Magnus Johansson, Niklas Kronwall, Nicklas Lidström, Henrik Lundqvist, Fredrik Modin, Douglas Murray, Johnny Oduya, Mattias Öhlund, Samuel Påhlsson, Daniel Sedin, Henrik Sedin, Henrik Tallinder, Mattias Weinhandl, Henrik Zetterberg - 5. miejsce

### Łyżwiarstwo figurowe
Mężczyźni
- Adrian Schultheiss
  - soliści - 15. miejsce

### Łyżwiarstwo szybkie
Mężczyźni
- Joel Eriksson
  - 1500 m - 24. miejsce

- Daniel Friberg
  - 1500 m - 25. miejsce

- Johan Röjler
  - 1500 m - 28. miejsce
  - 5000 m - 21. miejsce

- Joel Eriksson
Daniel Friberg
Johan Röjler
  - sztafeta - 7. miejsce

### Narciarstwo alpejskie
Mężczyźni
- Axel Bäck
  - Slalom - DNF
- Jens Byggmark
  - Slalom - 22. miejsce
- Mattias Hargin
  - Slalom - 14. miejsce
- Patrik Järbyn
  - Zjazd - 29. miejsce
  - Supergigant - DNF
- Markus Larsson
  - Zjazd - 43. miejsce
  - Gigant - 27. miejsce
  - Kombinacja - 16. miejsce
- André Myhrer
  - Gigant - 27. miejsce
  - Slalom -
- Hans Olsson
  - Zjazd - 12. miejsce
  - Supergigant - DNF
  - Kombinacja - DNF

Kobiety
- Therese Borssén
  - Slalom - 21. miejsce
- Frida Hansdotter
  - Slalom - 15. miejsce
- Kajsa Kling
  - Gigant - 26. miejsce
- Jessica Lindell-Vikarby
  - Zjazd - 30. miejsce
  - Supergigant - 26. miejsce
  - Gigant - 31. miejsce
  - Superkombinacja - 22. miejsce
- Maria Pietilä-Holmner
  - Gigant - 24. miejsce
  - Slalom - 4. miejsce
- Anja Pärson
  - Zjazd - DNF
  - Supergigant - 11. miejsce
  - Gigant - 22. miejsce
  - Slalom - DNF
  - Superkombinacja -

### Narciarstwo dowolne
Mężczyźni
- Jesper Björnlund
  - jazda po muldach - 8. miejsce
- Tommy Eliasson
  - skoki akrobatyczne - 13. miejsce
- Michael Forslund
  - skoki akrobatyczne - 27. miejsce
- Erik Iljans
  - skoki akrobatyczne - 16. miejsce
- Lars Lewén
  - skoki akrobatyczne - 24. miejsce
- Per Spett
  - jazda po muldach - 23. miejsce

Kobiety
- Anna Holmlund
  - Skicross - 6. miejsce
- Magdalena Iljans
  - Skicross - 10. miejsce

### Snowboard
Mężczyźni
- Daniel Biveson
  - Gigant równoległy - 14. miejsce